# エローラ交響曲
エローラ交響曲（エローラこうきょうきょく）は、芥川也寸志が1958年に作曲した交響曲。1958年4月2日に新宿コマ劇場で開催された三人の会第三回発表会にて、作曲者指揮NHK交響楽団によって初演された。師の伊福部昭を通じて1947年秋から交流のあった作曲家・早坂文雄に献呈されている。

## 作曲の背景と楽曲構成
1955年4月、非同盟主義を唱えて第三世界の存在を示すため、インドのネルー首相（1889 - 1964）の提唱によりアジア・アフリカ会議がインドネシアのバンドンで開催された。また会議の決定に基づいて参加各国に連帯会議が設置された。
日本に於ける連帯会議は、翌1956年4月に哲学者・谷川徹三（1895 - 1989）を団長とする文化使節団を組織した。使節団は各国の招聘により、芸術をとおした相互理解と交流を推進することを目的として、ヨーロッパ、インド、ソ連、中国、北朝鮮などを訪問する。この使節団に31歳の芥川も参加することとなり、インドでエローラ石窟寺院を訪れることになった。
1956年に、アジア連帯委員会（団長・谷川徹三、副団長・石川達三、委員は芥川也寸志、杉村春子、木下恵介ら）として、4月24日に日本からインドへ飛行機で向かった。現存する視察の行程表には、アジャンタ・ポンペイの洞窟見学は4月26、27日。エローラ石窟群に行ったのは4月27日とある。そして、エジプト（芥川はエジプトには行かず、先にローマへ）、ヨーロッパ（パリ、ロンドン）、ソ連(作曲家・ショスタコーヴィチとも面会をしている)、モンゴル、中国、北朝鮮、ヴェトナム(ベトナム)とまわって飛行機で日本に帰国している。
音楽プロデューサーの西耕一は『インドでの衝撃を胸に持ちつつヨーロッパを視察して、多大な影響を受けたショスタコーヴィチとも面会を果たし、このエローラ交響曲を視察中に頭の中で練り上げていたのかもしれない。』と研究している。

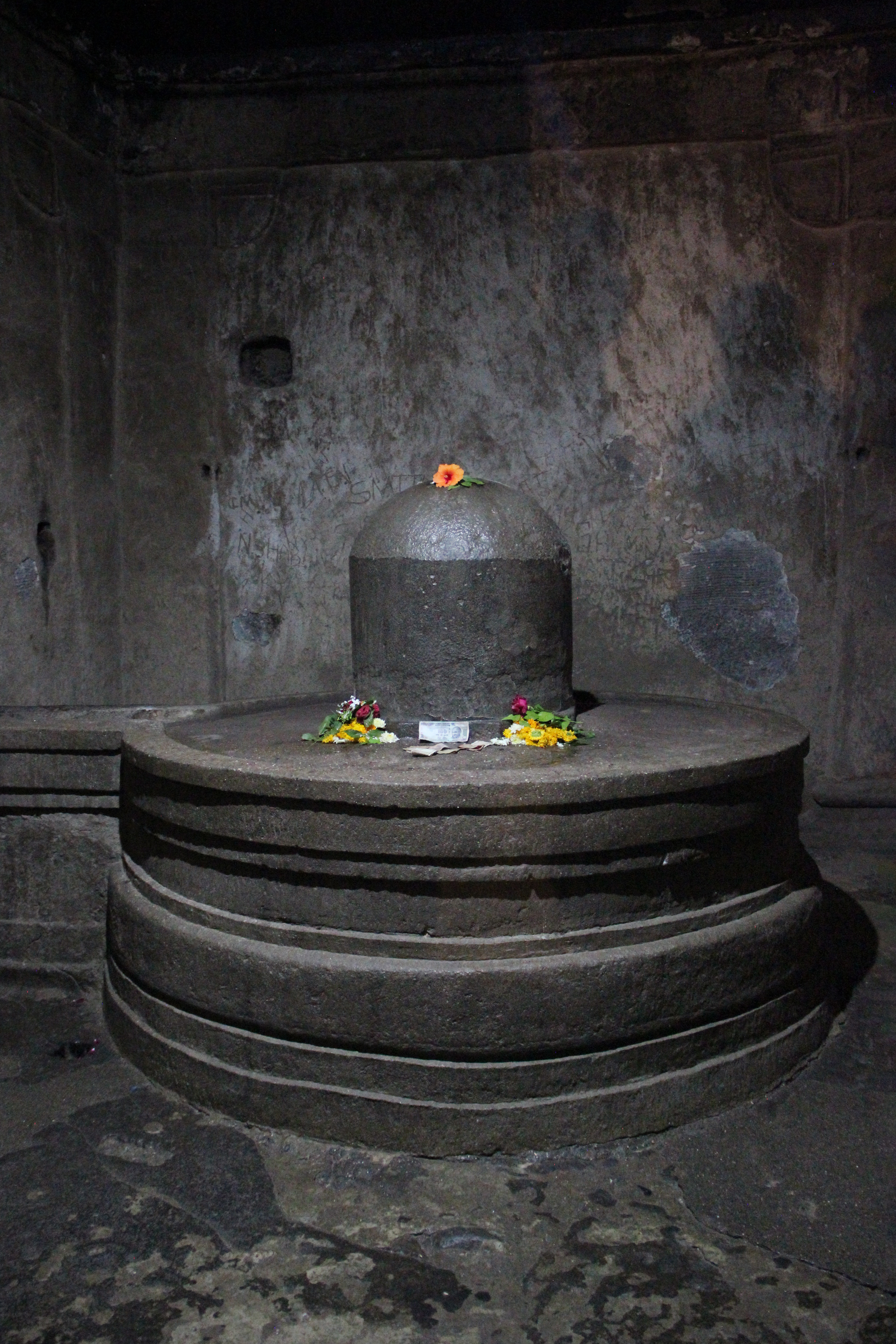
カイラーサナータ寺院内部に祀られるシヴァのリンガ

芥川は「エローラ交響曲」初演のプログラムに「エローラ音楽試論」という、自作を語ったエッセイを書いた。
そして、インドのエローラ石窟群での、最も大切な本尊が男性器をかたどったものや、男女が対になって表現される芸術や即興性、衝動的、即興的、本能などに衝撃を受けた事で、1966年の『弦楽のための陰画』で、二群に配置されたオーケストラと、その間に置かれたコントラバスによって表現し、その他にも歌劇『ヒロシマのオルフェ（暗い鏡）』（1960）など、エローラ交響曲を含むその後の創作に、多大なインスピレーションをエローラ石窟群は与える事となった。

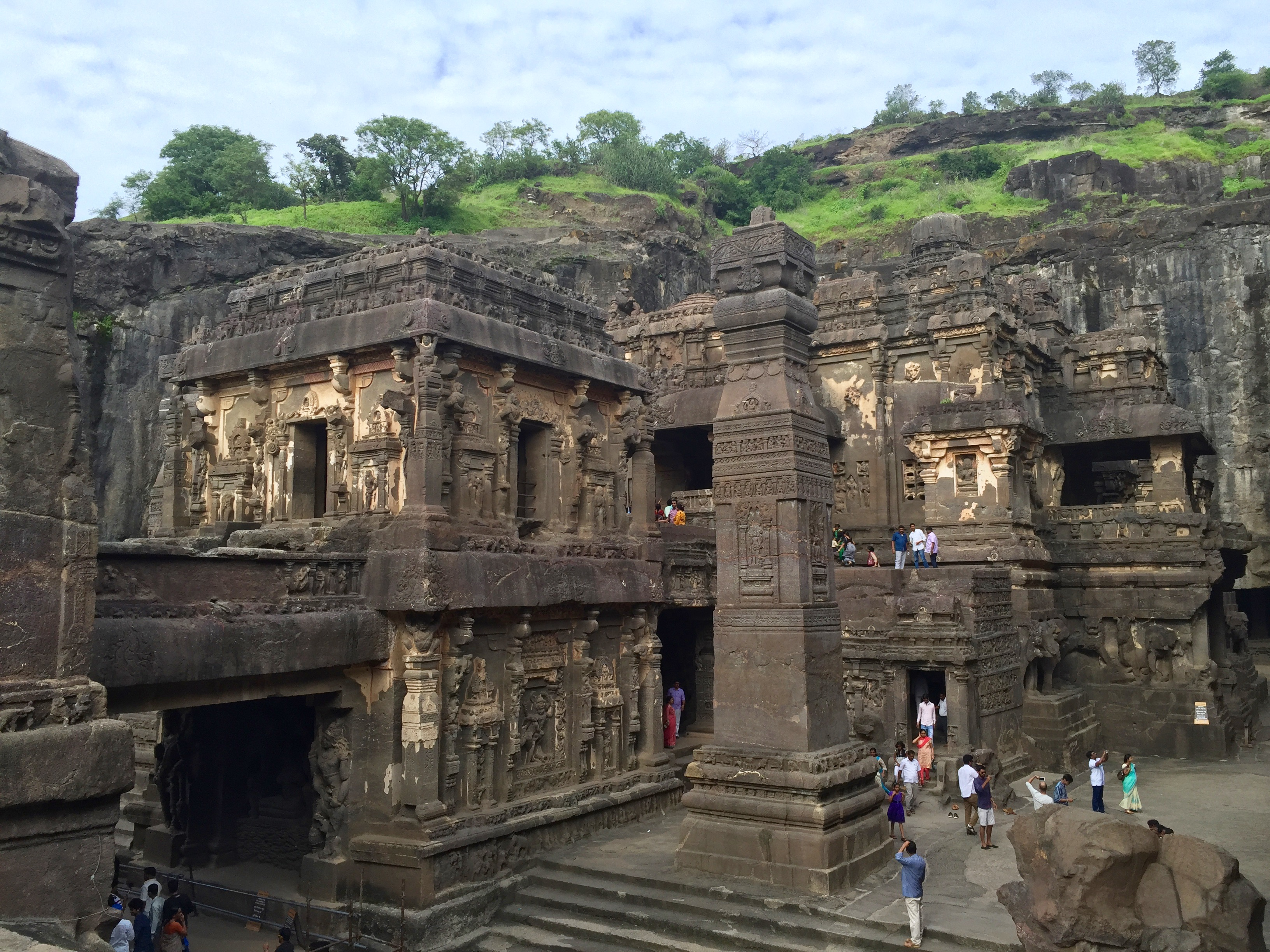
エローラ石窟第16窟、カイラーサナータ寺院外観

芥川也寸志がそれまでの作曲的方法論、音楽形式、技法、楽想などから大きく舵を切った作品であり、音の響き、余韻、陰影で描く音による彫刻、当時提唱していた「マイナス空間論」による音楽の実践が行われた作品である。
芥川は、西洋的な建築が何もない空間に材料を積み上げて作る加算的・塑像的な「プラスの空間」であるとすれば、エローラ石窟群は元から存在する巨大な岩盤を上から掘り下げて作った消去的・彫刻的な「マイナスの空間」であるととらえた。そして、これを音楽創作へ応用し、静寂の中に鳴らす音を選択し積み上げて行く従来の加算的な西洋の作曲法に対し、音の塊から消去法的に鳴らさない音を選択していく「マイナスの音楽」を発案した。これは、半ば開拓しつくされ停滞している作曲法に新たな可能性を見出す事が出来ないかという提起であった。
芥川はエローラ音楽試論の中で次のように書いている。
20の楽章はすべて独立した断片であり、楽章単位に「メス」（テンポの遅い楽章）、「オス」（テンポの速い楽章）の区分を施して演奏者に組み合わせを委ねる構成で、全曲を貫く複数のリズム・オスティナートがある種の統一感を保持して、5つから6つの動機を重ねてクライマックスを築くことになっている。
どの楽章をどう演奏するのかは指揮者に一任されており、割愛しても何度繰り返しても良いとされている。しかし、この曲の総譜は特定の順番で通して1冊で書かれており、比較的多く演奏される機会に恵まれているが、作品のコンセプトである、楽章の選択、あるいは演奏順序の入替えなどがおこなわれることはなく、作曲家自らが指定した楽章の選択と演奏順序により、固定的に演奏されるのが一般的である。
芥川は後に初演時の8・14・15・16番目に当たる楽章を削除し、第3楽章と第4楽章を一緒にして第3楽章として繋げたので、全15楽章の交響曲として演奏される。（初演時の全20楽章版は全音楽譜出版社より出版されている）
第1楽章の冒頭は、9/8拍子で4小節間、大太鼓がppppで毎回異なったリズムを叩く。3小節目にヴィオラ以下の低弦楽器が、オクターブの中の12音すべてを鳴らし、5小節目で一斉に沈黙する。第1楽章で、12音和音は2度奏される。このようにして始まるが、第3楽章までの音楽は、音をひとつずつ、ひたすら集積するように“積みあげる”のだが、12音に対していつも2 - 3音削られている。
4曲目のアレグロ性格楽章に入り、音楽は動き出すが、決定的に音楽が動的になるのは、第7楽章（本来の第9楽章）からである。3小節を単位とする特徴的なリズムが弦楽器に、いきなり出現する。このリズムは、1954年作曲された「交響曲第1番」第2楽章の最後に出現し、さらに
1957年に作曲された、「子供のための交響曲＜双子の星>」の第14楽章の中に現れる動機と共通する動機である。これは「交響曲第一番」第1楽章のヴァイオリンから派生した動機である。そして、このリズムは、「エローラ交響曲」の第7楽章以降のアレグロ性格楽章のほとんどすべてで奏される。
第11楽章までは、大方“響き”と“リズム”のパターンの変化、組合せで作曲されている。
楽想に決定的な動きが出るのは第 12楽章である。低弦楽器が、9/8のリズム・オスティナート「♩♪♪♩♪♪♪」を、延々21小節間刻む。オスティナートの上に、オーボエが舞踊風の旋律を繰返す。するといきなり弦楽器に初めて、“響き”ではないインド風の“旋律”が激しく始まり高まって、第13楽章に突入し、上層の声部の旋律が音楽を支配する。
ついには、9/8のリズム・オスティナート、ふたつの動機、加えてトロンボーンとホルンによるクラスター、作品冒頭の大太鼓による不規則リズム、以上5つの動機が並行して奏される。
第14楽章では、9/8のリズム・オスティナートの動機が除かれ、代わりに舞踊風旋律の動機と第 12楽章終盤の動機が加わる。すべての動機は、それぞれが荒波にもまれながら海上に頭を出しては、また海の底に沈んでいくような、現われては消えてゆく音の景色をみせてクライマックスを築く。
第15楽章（終楽章）に入ると、おおきな音楽のクライマックスは突然に崩れ落ちて、弦楽器がオクターブ12 音音階を急激にトレモロで下降する。最後は、ヴァイオリンとチェロが Des音から半音階でAs音までゆっくりと下降するのに並行して、ヴィオラとコントラバスは Dis音から半音階でAs までゆっくりと上昇して、すべてはAs音のユニゾンで終わる。この最後の、弦楽器群による音の進行で、12音のうちD音だけが奏されない。
この多楽章形式の交響曲は、早坂文雄に捧げられている。
献呈された早坂文雄は、1955 年に、汎東洋的、形面上的作品をめざした多楽章の交響的組曲「ユーカラ」を初演して41歳の若さで亡くなった。1942年に早坂が出版した論文集「日本的音楽論」（新興音楽出版社刊）の中の「古き文化と新しき文化」というエッセイの中で、注目すべき民族の芸術としてエローラ石窟の彫刻をあげている。
早坂が遺したこの論旨を「エローラ交響曲」に当てはめて、『「メス」の楽章と「オス」の楽章をもつれあいのうちに展開という形をもたせ、それが究極において一つの「調和」As 音のユニゾンへ到達するという考え。』と考察できる。
なお、幾つかの楽章は「野火」の映画音楽（1959年）にも使用されている他、最後の部分は歌劇「ヒロシマのオルフェ」の最終部にも用いられている。

## 録音
主要な録音（録音年順）
| No. | 録音年 | 指揮者           | オーケストラ                           | レーベル                             | 備考                 |
| --- | ------ | ---------------- | -------------------------------------- | ------------------------------------ | -------------------- |
| 1   | 1958   | 岩城宏之         | NHK交響楽団                            | Naxos Japan（N響アーカイブシリーズ） | 全20楽章版による演奏 |
| 2   | 1961   | ストリックランド | インペリアル・フィルハーモニー交響楽団 | 東芝EMI                              | [ 9 ]                |
| 3   | 1986   | 芥川也寸志       | 新交響楽団                             | フォンテック                         |                      |
| 4   | 1999   | 飯守泰次郎       | 新交響楽団                             | フォンテック                         |                      |
| 5   | 2004   | 湯浅卓雄         | ニュージーランド交響楽団               | Naxos                                |                      |
| 6   | 2006   | 本名徹次         | 東京シティ・フィルハーモニック管弦楽団 | スリーシェルズ                       |                      |

## 編成
ピッコロ、フルート2、アルトフルート、オーボエ2、コーラングレ、クラリネット2、バスクラリネット、ファゴット2、コントラファゴット、ホルン6、トランペット3、トロンボーン3、テューバ、ティンパニ、大太鼓、シンバル、ボンゴ、コンガ、マリンバ、ウッドブロック、鈴、タムタム、ピアノ、チェレスタ、ハープ、弦五部